# Gösta Luthman
Gösta Fredrik Luthman, född 29 mars 1914 i Södertälje församling, död 25 december 1991, var en svensk civilingenjör och företagsledare. 
Luthman utexaminerades från Kungliga Tekniska högskolan 1937 och blev ingenjör vid L.M. Ericsson samma år och chef för föreningen Värmlands skogsarbetsstudier 1939. Han blev avdelningschef vid Uddeholms AB 1946, professor vid Statens skogsforskningsinstitut 1949, verkställande direktör vid Marma-Långrörs AB 1950, vid Norrbottens järnverks AB 1961, vid Allmänna ingenjörsbyrån AB 1970 och vid Ingenjörsfirman GIL HB från 1973.
Luthman var ledamot av Arbetsstudierådet 1949–61, ordförande 1959–61, ledamot av Statens tekniska forskningsråd 1960–68, nämnden inom Styrelsen för teknisk utveckling 1968–71, styrelseledamot i Statskontoret från 1961, Universitetskanslerämbetet 1971–76, ordförande i Kungliga Tekniska högskolans energiarbetsgrupp 1974–83, fullmäktig i Jernkontoret 1963–70 och styrelseordförande i AB Nordviror från 1978.
Luthman invaldes 1949 som ledamot av Ingenjörsvetenskapsakademien, där han var andre vice preses 1956–59 och ordförande för avdelning VI 1970–73. Han blev teknologie hedersdoktor vid Linköpings universitet 1982.